# Igor Boraska
Igor Boraska (Split, 26. rujna 1970.), hrvatski veslač, osvajač brončane medalje na Olimpijskim igrama u Sydneyu 2000. godine. 1994. bio je član posade M2+ koja je postavila najbolje svjetsko vrijeme, 6:42.16, koje je držala sljedećih 20 godina.
Veslanjem se na najvišoj razini natjecao i u veteranskoj dobi. Kao 50-godišnjak je kao član posade osmerca u kojemu su bili i braća Sinkovići pobijedio na dionici od dva kilometra na prvenstvu Hrvatske 2020. godine.